# Дешеві гроші
Політика «Дешевих» грошей — грошово-фінансова політика на утримання відсоткових ставок на низькому рівні, що проводиться з метою стимулювання економічної діяльності шляхом зниження вартості кредитів та інвестицій.
Застосовується, коли в економіці є невикористані виробничі потужності й безробіття. Кредити стають доступними за рахунок збільшенням грошової пропозиції. Це відбувається внаслідок:
- купівлі державних цінних паперів у банків і населення;
- зниження резервної норми;
- зниження облікової ставки.

Політика «дешевих грошей» стала основою економічної політики економіста Кейнса. 1960-ті роки стали періодом визнання і впровадження цієї теорії. При відносній стабільності, зростанню ВВП, відсутності криз вона давали позитивні зрушення. Але в 1970-х роках різко погіршилася економічна ситуація, гроші з державного бюджету вже не стимулювали економіку. Державне регулювання стало загострення інфляційного процесу.